# 미스트랄급 강습상륙함
미스트랄급 강습상륙함(Class Mistral)은 프랑스의 강습상륙함 함급이다. STX 유럽이 건조한다.2010년 2월 러시아 해군에 판매하기로 계약했으며, 블라디미르 비소츠키(Vysotsky) 러시아 해군 참모총장은 "2008년 그루지야 전쟁 당시 26시간이 걸렸던 모든 작전을 미스트랄함을 활용하면 40분에 끝낼 수 있을 것"이라고 말했다.
그러나 2014년 7월, 말레이시아 항공 17편 격추 사건으로 프랑스 내에서도 러시아 수출에 반대하는 목소리가 커졌다. 결국 2015년 7월, 끝내 프랑스와 러시아가 미스트랄급 상륙함 인도 계약을 완전히 파기하기로 합의했다. 이미 만들어진 2척은 2015년 9월 24일, 이집트가 도입했다

## 동급 함정
- 프랑스 해군
  - 미스트랄 (L9013) 기공 2003년 7월 10일, 진수 2004년 10월 6일, 취역 2006년 2월, 모항 툴롱
  - 토네르 (L9014) 기공 2003년 8월 26일, 진수 2005년 7월 26일, 취역 2006년 12월, 모항 툴롱
  - 딕스뮈드 (L9015) 기공 2009년 4월 18일, 진수 2010년 12월 18일, 취역 2011년 5월, 모항 툴롱

- 이집트 해군
  - 가말 압델 나세르(1010) 기공 2013년 2월 1일, 진수 2013년 10월 16일, 취역 2016년 6월 2일, 모항 알렉산드리아
  - 안와르 사다트(1020) 기공 2013년 6월 18일, 진수 2014년 11월 21일, 취역 2016년 9월 16일, 모항 알렉산드리아

## 역사
1997년 DCN은 다목적 항공모함(bâtiment d’intervention polyvalent, BIP)을 연구했다. 그 결과 네 가지 모델이 구상되었다.
- BIP-19: 만재배수량 19000톤 (현 미스트랄급)
- BIP-13: 만재배수량 13000톤
- BIP-10: 만재배수량 10000톤
- BIP-8: 만재배수량 8000톤

## 기능

### 함재기
비행갑판은 6400 평방미터이며 33톤의 대형 헬기가 이착륙 가능하다. 프랑스군의 모든 헬기를 미스트랄급에서 사용할 수 있다. 해군의 슈퍼링크스, 육군과 공군의 쿠거, NH90, 유로콥터 타이거를 모두 사용할 수 있다.

## 실전기록
미스트랄급은 NATO 대응군의 구성요소이다. 나토신속대응군은 2002년 창설되었으며, 전 세계 분쟁에 5일안에 투입할 수 있는 신속기동성을 갖고 있다.
2006년 레바논 전쟁에 미스트랄함이 레바논 해안에 파병되었다. 미스트랄함과 3척의 군함이 파병되었다. 오퍼레이션 발리스테를 통해 레바논과 이스라엘의 프랑스인 만여명을 철수시켰다. 미스트랄함에는 650명의 군인, 85대의 차량, 4대의 헬리콥터가 탑재되었다. 미스트랄함은 1375명을 철수시켰다.
2007년 4월 10일부터 7월 24일까지 토네르가 오퍼레이션 리콘으로 파병되었다. 프랑스 공군의 가젤과 쿠거 헬기가 탑재되었다.
2011년 5월 23일 토네르가 국제 연합 안전 보장 이사회 결의 1973을 집행하기 위해 리비아 해안에 파병되었다. 프랑스 육군의 공격용 헬리콥터가 탑재되었다.
1. ↑  NATO 말려도… 佛, 러에 군함 판매 조선일보 2010-02-10